# 短尖飘拂草
短尖飘拂草（学名：Fimbristylis makinoana）为莎草科飘拂草属下的一个种。

## 扩展阅读
維基物種上的相關：短尖飘拂草